# The Life and Times of Scrooge McDuck
The Life and Times of Scrooge McDuck (traducido como La vida y la época de Scrooge McDuck; conocida como "La juventud de Tío Gilito" en España) es una serie de 12 historias de cómics escritas y dibujadas por Don Rosa, con letras de Todd Klein (ediciones estadounidenses), publicadas por primera vez por la editorial danesa Egmont en la revista Anders And & Co. de 1992 a 1994 y luego en inglés en Uncle Scrooge los números 285 al 296 (1994-1996). Las historias narran la biografía del universo ficticio de Scrooge McDuck (Rico McPato/Gilito McPato) antes de su introducción en 1947. Más tarde, las historias fueron recopiladas y publicadas juntas en un solo volumen. Rosa también publicó historias adicionales que ampliaron la biografía de Scrooge McDuck, lanzadas como The Life and Times of Scrooge McDuck Companion.
La historia sigue los eventos principales de la vida de Scrooge McDuck entre 1877 y 1947, incluyendo casi todas las referencias encontradas en las historias de Carl Barks sobre la vida de Scrooge McDuck hasta 1947, pero dejando espacio para que Rosa y otros creadores añadan más detalles más adelante. El cómic también proporciona información sobre los antecedentes y orígenes de muchos personajes relacionados con Scrooge McDuck.
Don Rosa ganó el premio Will Eisner al Mejor Relato Serializado en 1995 por este trabajo. La colección en rústica también fue una de las más votadas para el premio Fan Award de Comics Buyer's Guide (Premio del aficionado de la Comics Buyer's Guide) a la Novela Gráfica/Álbum de Reimpresión Favorita de 1997. Después de estar agotado durante varios años con una gran demanda, el libro fue reeditado bajo el sello BOOM! Studios en dos volúmenes de lujo en tapa dura.
El compositor finlandés Tuomas Holopainen lanzó un álbum conceptual basado en el libro, titulado Music Inspired by the Life and Times of Scrooge (Música inspirada en The Life and Times of Scrooge McDuck). Don Rosa ilustró la portada del álbum.

## Lista de capítulos
Nota: Los capítulos Cero y todos los capítulos "intermedios" con B o C añadidos a los números no están incluidos en la colección en rústica en América del Norte. Estos capítulos fueron posteriormente reimpresos en un libro separado publicado por Gemstone, titulado The Life and Times of Scrooge McDuck Companion.

### 12 capítulos originales
| Parte #   | Título del Capítulo | Páginas | Código de la Historia | Primera Publicación en Estados Unidos |
| --------- | --- | --- | --- | --- |
| 0         | El Último del Clan McPato (The Last of the Clan McDuck) | 15 | D 91308 en Inducks | Uncle Scrooge #285 |
| 1877-1880 | Como niño, Scrooge entra en conflicto con los Whiskervilles, gana su moneda de 10 centavos y se dirige a los Estados Unidos en un barco de ganado. | Como niño, Scrooge entra en conflicto con los Whiskervilles, gana su moneda de 10 centavos y se dirige a los Estados Unidos en un barco de ganado. | Como niño, Scrooge entra en conflicto con los Whiskervilles, gana su moneda de 10 centavos y se dirige a los Estados Unidos en un barco de ganado. | Como niño, Scrooge entra en conflicto con los Whiskervilles, gana su moneda de 10 centavos y se dirige a los Estados Unidos en un barco de ganado. |
| 2         | El amo del Mississippi (The Master of the Mississippi) | 28 | D 91411 en Inducks | Uncle Scrooge #286 |
| 1880-1882 | La historia tiene lugar entre 1880 y 1882. Scrooge McDuck trabaja para su tío Angus "Bache" McPato y tiene su primer encuentro con Abuelo Malo y sus hijos, los Chicos Malos. | La historia tiene lugar entre 1880 y 1882. Scrooge McDuck trabaja para su tío Angus "Bache" McPato y tiene su primer encuentro con Abuelo Malo y sus hijos, los Chicos Malos. | La historia tiene lugar entre 1880 y 1882. Scrooge McDuck trabaja para su tío Angus "Bache" McPato y tiene su primer encuentro con Abuelo Malo y sus hijos, los Chicos Malos. | La historia tiene lugar entre 1880 y 1882. Scrooge McDuck trabaja para su tío Angus "Bache" McPato y tiene su primer encuentro con Abuelo Malo y sus hijos, los Chicos Malos. |
| 3         | El Vaquero de los Malos Páramos (The Buckaroo of the Badlands) | 15 | D 92008 en Inducks | Uncle Scrooge #287 |
| 1882-1883 | Scrooge McDuck se convierte en vaquero y termina recuperando un toro premiado para su jefe Murdo MacKenzie, luego conoce al futuro presidente Theodore Roosevelt mientras lo hace. | Scrooge McDuck se convierte en vaquero y termina recuperando un toro premiado para su jefe Murdo MacKenzie, luego conoce al futuro presidente Theodore Roosevelt mientras lo hace. | Scrooge McDuck se convierte en vaquero y termina recuperando un toro premiado para su jefe Murdo MacKenzie, luego conoce al futuro presidente Theodore Roosevelt mientras lo hace. | Scrooge McDuck se convierte en vaquero y termina recuperando un toro premiado para su jefe Murdo MacKenzie, luego conoce al futuro presidente Theodore Roosevelt mientras lo hace. |
| 4         | El Saqueador de la Colina de Cobre (The Raider of the Copper Hill) | 15 | D 92083 en Inducks | Uncle Scrooge #288 |
| 1883-1885 | Scrooge McDuck toma algunas lecciones de prospección de Howard Rockerduck y casi se apodera de la Mina de Cobre Anaconda de Butte, Montana, de Marcus Daly. | Scrooge McDuck toma algunas lecciones de prospección de Howard Rockerduck y casi se apodera de la Mina de Cobre Anaconda de Butte, Montana, de Marcus Daly. | Scrooge McDuck toma algunas lecciones de prospección de Howard Rockerduck y casi se apodera de la Mina de Cobre Anaconda de Butte, Montana, de Marcus Daly. | Scrooge McDuck toma algunas lecciones de prospección de Howard Rockerduck y casi se apodera de la Mina de Cobre Anaconda de Butte, Montana, de Marcus Daly. |
| 5         | El nuevo señor del castillo McPato (The New Laird of Castle McDuck) | 15 | D 92191 en Inducks | Uncle Scrooge #289 |
| 1885      | La historia tiene lugar en 1885. Scrooge regresa a Escocia para salvar el Castillo McPato de ser comprado por los Whiskervilles. | La historia tiene lugar en 1885. Scrooge regresa a Escocia para salvar el Castillo McPato de ser comprado por los Whiskervilles. | La historia tiene lugar en 1885. Scrooge regresa a Escocia para salvar el Castillo McPato de ser comprado por los Whiskervilles. | La historia tiene lugar en 1885. Scrooge regresa a Escocia para salvar el Castillo McPato de ser comprado por los Whiskervilles. |
| 6         | El terror de Transvaal (The Terror of the Transvaal) | 12 | D 92273 en Inducks | Uncle Scrooge #290 |
| 1886-1889 | Scrooge McDuck va a la República Sudafricana, donde tiene su primer encuentro con Flint MacNate. | Scrooge McDuck va a la República Sudafricana, donde tiene su primer encuentro con Flint MacNate. | Scrooge McDuck va a la República Sudafricana, donde tiene su primer encuentro con Flint MacNate. | Scrooge McDuck va a la República Sudafricana, donde tiene su primer encuentro con Flint MacNate. |
| 7         | El pato de los sueños del nunca jamás (The Dreamtime Duck of the Never-Never) | 15 | D 92314 en Inducks | Uncle Scrooge #291 |
| 1893-1896 | Scrooge McDuck va a Australia y aprende sobre el Tiempo del Sueño. | Scrooge McDuck va a Australia y aprende sobre el Tiempo del Sueño. | Scrooge McDuck va a Australia y aprende sobre el Tiempo del Sueño. | Scrooge McDuck va a Australia y aprende sobre el Tiempo del Sueño. |
| 8         | El Rey del Klondike (The King of the Klondike) | 24 | D 92514 en Inducks | Uncle Scrooge #292 |
| 1896-1897 | Scrooge McDuck finalmente va al Yukón, participando en la Fiebre del Oro de Klondike, y encuentra algo de oro, pero no antes de ser secuestrado por el tramposo jugador Cleofas Tristán. | Scrooge McDuck finalmente va al Yukón, participando en la Fiebre del Oro de Klondike, y encuentra algo de oro, pero no antes de ser secuestrado por el tramposo jugador Cleofas Tristán. | Scrooge McDuck finalmente va al Yukón, participando en la Fiebre del Oro de Klondike, y encuentra algo de oro, pero no antes de ser secuestrado por el tramposo jugador Cleofas Tristán. | Scrooge McDuck finalmente va al Yukón, participando en la Fiebre del Oro de Klondike, y encuentra algo de oro, pero no antes de ser secuestrado por el tramposo jugador Cleofas Tristán. |
| 9         | El multimillonario de los Miserables (The Billionaire of Dismal Downs) | 15 | D 93121 en Inducks | Uncle Scrooge #293 |
| 1898-1902 | Después de convertirse en multimillonario, Scrooge McDuck regresa a Escocia solo para darse cuenta de que ya no pertenece allí, y regresa a los Estados Unidos, acompañado por sus hermanas Matilda y Hortense. | Después de convertirse en multimillonario, Scrooge McDuck regresa a Escocia solo para darse cuenta de que ya no pertenece allí, y regresa a los Estados Unidos, acompañado por sus hermanas Matilda y Hortense. | Después de convertirse en multimillonario, Scrooge McDuck regresa a Escocia solo para darse cuenta de que ya no pertenece allí, y regresa a los Estados Unidos, acompañado por sus hermanas Matilda y Hortense. | Después de convertirse en multimillonario, Scrooge McDuck regresa a Escocia solo para darse cuenta de que ya no pertenece allí, y regresa a los Estados Unidos, acompañado por sus hermanas Matilda y Hortense. |
| 10        | El invasor de Fort Duckburg (The Invader of Fort Duckburg) | 15 | D 93227 en Inducks | Uncle Scrooge #294 |
| 1902      | Scrooge McDuck y sus hermanas se mudan a Duckburg, Calisota, Estados Unidos y conocen a la familia Pato y a los tres miembros fundadores de Jóvenes Castores. Scrooge McDuck tiene su primer enfrentamiento con los Chicos Malos desde sus días en el barco de vapor y se reencuentra con el presidente Theodore Roosevelt. | Scrooge McDuck y sus hermanas se mudan a Duckburg, Calisota, Estados Unidos y conocen a la familia Pato y a los tres miembros fundadores de Jóvenes Castores. Scrooge McDuck tiene su primer enfrentamiento con los Chicos Malos desde sus días en el barco de vapor y se reencuentra con el presidente Theodore Roosevelt. | Scrooge McDuck y sus hermanas se mudan a Duckburg, Calisota, Estados Unidos y conocen a la familia Pato y a los tres miembros fundadores de Jóvenes Castores. Scrooge McDuck tiene su primer enfrentamiento con los Chicos Malos desde sus días en el barco de vapor y se reencuentra con el presidente Theodore Roosevelt. | Scrooge McDuck y sus hermanas se mudan a Duckburg, Calisota, Estados Unidos y conocen a la familia Pato y a los tres miembros fundadores de Jóvenes Castores. Scrooge McDuck tiene su primer enfrentamiento con los Chicos Malos desde sus días en el barco de vapor y se reencuentra con el presidente Theodore Roosevelt. |
| 11        | El magnate de Calisota (The Empire-Builder from Calisota) | 24 | D 93288 en Inducks | Uncle Scrooge #295 |
| 1909-1930 | Scrooge McDuck viaja por el mundo construyendo su imperio financiero, incluyendo forzar a la tribu vudú del hechicero Foola Zoola a abandonar sus tierras. En venganza, el hechicero lo maldice para que sea constantemente perseguido por Bombi el Zombi. Regresa a Patolandia y conoce por primera vez a sus sobrinos nietos de diez años, los gemelos Donald y Della Pato. Ese mismo día, pierde contacto con su familia y se convierte en el pato más rico del mundo. | Scrooge McDuck viaja por el mundo construyendo su imperio financiero, incluyendo forzar a la tribu vudú del hechicero Foola Zoola a abandonar sus tierras. En venganza, el hechicero lo maldice para que sea constantemente perseguido por Bombi el Zombi. Regresa a Patolandia y conoce por primera vez a sus sobrinos nietos de diez años, los gemelos Donald y Della Pato. Ese mismo día, pierde contacto con su familia y se convierte en el pato más rico del mundo. | Scrooge McDuck viaja por el mundo construyendo su imperio financiero, incluyendo forzar a la tribu vudú del hechicero Foola Zoola a abandonar sus tierras. En venganza, el hechicero lo maldice para que sea constantemente perseguido por Bombi el Zombi. Regresa a Patolandia y conoce por primera vez a sus sobrinos nietos de diez años, los gemelos Donald y Della Pato. Ese mismo día, pierde contacto con su familia y se convierte en el pato más rico del mundo. | Scrooge McDuck viaja por el mundo construyendo su imperio financiero, incluyendo forzar a la tribu vudú del hechicero Foola Zoola a abandonar sus tierras. En venganza, el hechicero lo maldice para que sea constantemente perseguido por Bombi el Zombi. Regresa a Patolandia y conoce por primera vez a sus sobrinos nietos de diez años, los gemelos Donald y Della Pato. Ese mismo día, pierde contacto con su familia y se convierte en el pato más rico del mundo. |
| 12        | El Pato Más Rico del Mundo (The Richest Duck in the World) | 16 | D 93488 en Inducks | Uncle Scrooge #296 |
| 1947      | La historia tiene lugar en 1947 el día de Navidad. Después de 17 años de haber perdido contacto con su familia, Scrooge McDuck invita a Donald y a sus sobrinos nietos a cenar en Navidad. Les presenta su antiguo Depósito de Dinero y la nueva generación de Chicos Malos también se presenta. | La historia tiene lugar en 1947 el día de Navidad. Después de 17 años de haber perdido contacto con su familia, Scrooge McDuck invita a Donald y a sus sobrinos nietos a cenar en Navidad. Les presenta su antiguo Depósito de Dinero y la nueva generación de Chicos Malos también se presenta. | La historia tiene lugar en 1947 el día de Navidad. Después de 17 años de haber perdido contacto con su familia, Scrooge McDuck invita a Donald y a sus sobrinos nietos a cenar en Navidad. Les presenta su antiguo Depósito de Dinero y la nueva generación de Chicos Malos también se presenta. | La historia tiene lugar en 1947 el día de Navidad. Después de 17 años de haber perdido contacto con su familia, Scrooge McDuck invita a Donald y a sus sobrinos nietos a cenar en Navidad. Les presenta su antiguo Depósito de Dinero y la nueva generación de Chicos Malos también se presenta. |

### Historias intermedias adicionales
| Parte # | Título del Capítulo | Páginas | Código de la Historia | Primera Publicación en Estados Unidos |
| ------- | --- | --- | --- | --- |
| 0       | De Patos, Dólares y Destinos (Of Ducks, Dimes and Destinies) | 15 | D 91249 en Inducks | Uncle Scrooge #297 |
| 1877    | Magica De Spell viaja en el tiempo para robar el moneda de 10 centavos de Scrooge McDuck antes de que lo gane. | Magica De Spell viaja en el tiempo para robar el moneda de 10 centavos de Scrooge McDuck antes de que lo gane. | Magica De Spell viaja en el tiempo para robar el moneda de 10 centavos de Scrooge McDuck antes de que lo gane. | Magica De Spell viaja en el tiempo para robar el moneda de 10 centavos de Scrooge McDuck antes de que lo gane. |
| 3B      | El Capitán Vaquero del Cutty Sark (The Cowboy Captain of the Cutty Sark) | 24 | D 98045 en Inducks | Uncle Scrooge #318 |
| 1883    | Scrooge McDuck importa ganado a las Indias Orientales Neerlandesas (actual Indonesia) a bordo del Cutty Sark pero se encuentra con un ladrón y se reencuentra con su viejo amigo Ratchet Gearloose de sus días en el barco de vapor, quien ayuda al Cutty Sark a sobrevivir a la erupción del Krakatoa. | Scrooge McDuck importa ganado a las Indias Orientales Neerlandesas (actual Indonesia) a bordo del Cutty Sark pero se encuentra con un ladrón y se reencuentra con su viejo amigo Ratchet Gearloose de sus días en el barco de vapor, quien ayuda al Cutty Sark a sobrevivir a la erupción del Krakatoa. | Scrooge McDuck importa ganado a las Indias Orientales Neerlandesas (actual Indonesia) a bordo del Cutty Sark pero se encuentra con un ladrón y se reencuentra con su viejo amigo Ratchet Gearloose de sus días en el barco de vapor, quien ayuda al Cutty Sark a sobrevivir a la erupción del Krakatoa. | Scrooge McDuck importa ganado a las Indias Orientales Neerlandesas (actual Indonesia) a bordo del Cutty Sark pero se encuentra con un ladrón y se reencuentra con su viejo amigo Ratchet Gearloose de sus días en el barco de vapor, quien ayuda al Cutty Sark a sobrevivir a la erupción del Krakatoa. |
| 6B      | El justiciero de Pizen Bluff (The Vigilante of Pizen Bluff) | 24 | D 96089 en Inducks | Uncle Scrooge #306 |
| 1890    | Scrooge McDuck regresa a los Estados Unidos y se une a Phineas Taylor Barnum, su tío Angus, Geronimo, Buffalo Bill y Annie Oakley en una misión para recuperar dinero robado de la Banda de los Dalton.                                                                                                 | Scrooge McDuck regresa a los Estados Unidos y se une a Phineas Taylor Barnum, su tío Angus, Geronimo, Buffalo Bill y Annie Oakley en una misión para recuperar dinero robado de la Banda de los Dalton.                                                                                                 | Scrooge McDuck regresa a los Estados Unidos y se une a Phineas Taylor Barnum, su tío Angus, Geronimo, Buffalo Bill y Annie Oakley en una misión para recuperar dinero robado de la Banda de los Dalton.                                                                                                 | Scrooge McDuck regresa a los Estados Unidos y se une a Phineas Taylor Barnum, su tío Angus, Geronimo, Buffalo Bill y Annie Oakley en una misión para recuperar dinero robado de la Banda de los Dalton.                                                                                                 |
| 8B      | El prisionero del Río Agonía Blanca (The Prisoner of White Agony Creek) | 33 | D 2005-061 en Inducks | The Life and Times of Scrooge McDuck Companion |
| 1897    | Scrooge McDuck lleva a Goldie O'Gilt a su propiedad y la hace cavar en busca de oro. Esto se muestra en el clásico de Barks sin censura "De vuelta al Klondike" (Back to the Klondike). | Scrooge McDuck lleva a Goldie O'Gilt a su propiedad y la hace cavar en busca de oro. Esto se muestra en el clásico de Barks sin censura "De vuelta al Klondike" (Back to the Klondike). | Scrooge McDuck lleva a Goldie O'Gilt a su propiedad y la hace cavar en busca de oro. Esto se muestra en el clásico de Barks sin censura "De vuelta al Klondike" (Back to the Klondike). | Scrooge McDuck lleva a Goldie O'Gilt a su propiedad y la hace cavar en busca de oro. Esto se muestra en el clásico de Barks sin censura "De vuelta al Klondike" (Back to the Klondike). |
| 8C      | Corazones del Yukón (Hearts of the Yukon) | 24 | D 95044 en Inducks | Walt Disney Giant #1 |
| 1898    | Scrooge McDuck es falsamente acusado por la Policía Montada del Canadá de ensuciar con barro en Dawson. Planea limpiar su nombre por cualquier medio y piensa que "Glittering" Goldie es la que lo incriminó.                                                                                           | Scrooge McDuck es falsamente acusado por la Policía Montada del Canadá de ensuciar con barro en Dawson. Planea limpiar su nombre por cualquier medio y piensa que "Glittering" Goldie es la que lo incriminó.                                                                                           | Scrooge McDuck es falsamente acusado por la Policía Montada del Canadá de ensuciar con barro en Dawson. Planea limpiar su nombre por cualquier medio y piensa que "Glittering" Goldie es la que lo incriminó.                                                                                           | Scrooge McDuck es falsamente acusado por la Policía Montada del Canadá de ensuciar con barro en Dawson. Planea limpiar su nombre por cualquier medio y piensa que "Glittering" Goldie es la que lo incriminó.                                                                                           |
| 10B     | El zar de la Culebra (The Sharpie of the Culebra Cut) | 26 | F PM 01201 en Inducks | Uncle Scrooge #332 |
| 1906    | Scrooge y sus hermanas, Matilda y Hortense McPato, están buscando oro en Panamá. Su búsqueda interfiere involuntariamente con la construcción del Canal de Panamá, al mismo tiempo que el Presidente Roosevelt está visitando el país para supervisar el proyecto.                                      | Scrooge y sus hermanas, Matilda y Hortense McPato, están buscando oro en Panamá. Su búsqueda interfiere involuntariamente con la construcción del Canal de Panamá, al mismo tiempo que el Presidente Roosevelt está visitando el país para supervisar el proyecto.                                      | Scrooge y sus hermanas, Matilda y Hortense McPato, están buscando oro en Panamá. Su búsqueda interfiere involuntariamente con la construcción del Canal de Panamá, al mismo tiempo que el Presidente Roosevelt está visitando el país para supervisar el proyecto.                                      | Scrooge y sus hermanas, Matilda y Hortense McPato, están buscando oro en Panamá. Su búsqueda interfiere involuntariamente con la construcción del Canal de Panamá, al mismo tiempo que el Presidente Roosevelt está visitando el país para supervisar el proyecto.                                      |

## Introducción de la censura en los capítulos
En febrero de 2023, se dio a conocer la noticia de que la empresa propietaria de la propiedad intelectual del personaje Scrooge McDuck, The Walt Disney Company, estaba instaurando una prohibición mundial de reimprimir dos de las historias de patos de Don Rosa; una que forma parte de, y otra relacionada con el arco argumental de la historia The Life and Times of Scrooge McDuck. La primera historia es "El magnate de Calisota" (The Empire-Builder from Calisota; capítulo 11 del arco) y la otra "El Sueño de Toda una Vida" (The Dream of a Lifetime), la cual es una historia relacionada con el mismo arco pero no parte de él.

## Cronología de Scrooge McDuck según Rosa
1. 1867: Rico McPato nace en Glasgow, Escocia, hijo de Fergus McPato y Downy O'Drake. Tendría dos hermanas menores, Matilda McPato (nacida en 1871) y Hortense McPato (nacida en 1876).
2. 1877: Scrooge McDuck, de 10 años, emprende un negocio con un kit de limpiabotas que Fergus construyó para él, pero su primer cliente lo engaña y le paga con diez centavos estadounidense (que en realidad fue un plan de su padre). Conserva el centavo que no puede gastar como su símbolo de éxito.
3. 1880: Scrooge McDuck, de 13 años, emigra a los Estados Unidos. Conoce por primera vez a su tío, el navegante del río Misisipi Angus "Bache" McPato, y a los Chicos Malos, una familia de forajidos que permanecen como sus enemigos el resto de su vida.
4. 1882: Su tío se retira y le deja su barco fluvial, llamado Dilly Dollar, a Rico McPato, que ahora tiene 15 años. Los Chicos Malos destruyen el barco en un acto de venganza. Rico McPato decide probar suerte en el Oeste Americano y más tarde en el año es contratado como vaquero por el ganadero de ganado Murdo MacKenzie (una figura histórica real, una de las muchas que Rico McPato conoció).
5. 1883: Scrooge McDuck, de 16 años, se convierte en minero en busca de plata y cobre.
6. 1885: El padre de Scrooge McDuck llama a su hijo de regreso a Escocia por un asunto familiar importante. Justo una semana antes de que se vaya, conoce y entabla amistad con el millonario Howard Rockerduck, que se había enriquecido en la fiebre del oro de California en 1849. También conoce al mimado hijo de siete años de Howard, John D. Rockerduck, que crecerá para convertirse en uno de los principales rivales de Scrooge McDuck.
7. 1886-1889: Scrooge McDuck, de 19 a 22 años, busca oro en Sudáfrica (durante la fiebre del oro de Witwatersrand). Durante su primer año allí, salva la vida de un pato de su edad llamado Flintheart Glomgold, aunque Scrooge McDuck aprende su nombre más de medio siglo después. Poco después se convierten en enemigos acérrimos, y así permanecen el resto de sus vidas. Glomgold más tarde se convirtió en el segundo pato más rico del mundo.
8. 1889-1893: Rico McPato, de 22 a 26 años, regresa a Estados Unidos en busca de oro, especialmente cerca de Pizen Bluff, Arizona. Conoce a muchos personajes históricos famosos, pero su búsqueda falla.
9. 1893-1896: Rico McPato, de 26 a 29 años, va a Coolgardie, Australia Occidental, en busca de oro, pero su búsqueda vuelve a fallar.
10. 1896-1899: Rico McPato, de 29 a 32 años, busca oro en el Klondike. Durante sus años allí, conoce a la propietaria de un salón, cantante y ocasionalmente ladrona "Glittering" Goldie O'Gilt ("La brillante Goldie"). Mantiene una relación de amor/odio con ella por el resto de su vida. Su búsqueda de oro tiene éxito.
11. 1897: La madre de Scrooge McDuck, Downy O'Drake, muere, a los 57 años, en Dismal Downs. Rico McPato ahora tiene 30 años.
12. 1899-1902: Scrooge McDuck, a los 32, se convierte en millonario y compra un banco en Whitehorse, Yukon. Comienza a construir un pequeño imperio financiero; para 1902, a los 35, se ha convertido en multimillonario.
13. 1902: Scrooge McDuck, de 35 años, regresa a Escocia con la intención de convertir el Castillo McPato en Dismal Downs en el corazón de su imperio, pero pronto encuentra que la cultura local está demasiado estancada y decide regresar a América. Sus hermanas Matilda McPato y Hortense McPato van a América con él. También en 1902, muere el padre de Scrooge McDuck, Fergus McPato, a los 67 años, en Dismal Downs. Rico McPato, Matilda y Hortense son los últimos del clan McPato. Scrooge McDuck se establece en el pequeño pueblo de Duckburg, Calisota, Estados Unidos, que elige como su base de operaciones.
14. 1909-1930: Mientras sus hermanas permanecen en Patolandia y dirigen su imperio, Rico McPato, de 42 a 63 años, viaja por el mundo expandiendo su imperio en cada continente.
15. 1930: Scrooge McDuck, a los 63, se convierte en el pato más rico del mundo, pero una pelea con su familia lo deja sin contacto con ellos durante los próximos diecisiete años. Cabe destacar que durante este año conoce por primera vez a su sobrino de diez años, Pato Donald, y a la hermana gemela de Donald, Della Pato. (Posiblemente fue la única vez que Rico McPato conoció a su sobrina Della, ignorando completamente a la niña).
16. 1942: Scrooge McDuck, a los 75 años, se siente deprimido y cansado y decide retirarse.
17. 1947: Scrooge McDuck, a los 80 años, conoce a su sobrino Pato Donald, ahora de 27 años, así como a sus sobrinos nietos, los hijos de Della, Huey, Dewey y Louie, que están bajo el cuidado de Donald. Decide volver a ser activo y pronto un círculo de actividades gira a su alrededor mientras atrae la atención de parientes, viejos y nuevos enemigos y amigos.
18. 1955: Scrooge McDuck, a los 88 años, se reúne y reconcilia con su hermana Matilda, gracias a Donald (en la historia "Una carta de casa"; The Old Castle's Other Secret o A Letter from Home).
19. 1967: Según la línea de tiempo no oficial de Don Rosa, Scrooge McDuck muere a la edad de 100 años después de una vida de aventuras.[1][7]

## Personajes históricos que aparecen en la obra
Varios personajes históricos destacados aparecen en la serie "La Vida y la obra de Rico McPato" de Don Rosa:
- John Jacob Astor IV
- P. T. Barnum
- Roy Bean
- Buffalo Bill
- Butch Cassidy y el Sundance Kid
- Banda de los Dalton
- Marcus Daly
- Wyatt Earp
- Gerónimo
- Hamengkubuwono VII de Yogyakarta y Pakubuwono IX de Surakarta[8]
- Esteban Huertas
- Frank y Jesse James
- Jack London
- Macbeth, Rey de Escocia
- Murdo MacKenzie[8]
- Bat Masterson
- William Henry Moody
- Nicolás II de Rusia
- Annie Oakley
- Robert Peary
- Edith Roosevelt
- Theodore Roosevelt
- Capitán George R. Shanton, Policía de la Zona del Canal
- John Frank Stevens
- Coronel de la Policía Montada de Canadá Sam Steele

Otros personajes históricos mencionados:
- Manuel Amador Guerrero
- Philippe Bunau-Varilla
- "Gentleman Jim" Corbett
- Toro Sentado
- John Philip Sousa

## Ediciones recopiladas
| Fecha de publicación                       | Título                                                       | Editorial           | Formato                                                         | Número de volúmenes | Contenido incluido | Reproducción                                           | ISBN | Enlace INDUCKS       |
| ------------------------------------------ | ------------------------------------------------------------ | ------------------- | --------------------------------------------------------------- | ------------------- | --- | ------------------------------------------------------ | --- | -------------------- |
| 1996                                       | La Vida y La Obra de Rico McPato                             | Editorial Gladstone | Versión de Lujo de tapa dura 8.75 × 11.25 pulgadas 223 × 286 mm | 1                   | Capítulos 1 - 12 | Color                                                  | |                      |
| Julio de 2005 - septiembre de 2006         | La Vida y La Obra de Rico McPato                             | Editorial Gemstone  | Libro de tapa blanda 6.5 × 10.1 pulgadas 165 × 257 mm           | 2                   | Vol.1 - Capítulos 1 - 12 Vol. 2 - Capítulos complementarios | Color                                                  | Vol. 1 ISBN 0-911903-96-8 Vol. 2 ISBN 1-888472-40-5                                                                  | Vol. 1 Vol. 2        |
| Marzo de 2010 - diciembre de 2010          | La Vida y La Obra de Rico McPato                             | BOOM! Studios       | Tapa dura 7 × 10.5 pulgadas 178 × 267 mm                        | 3                   | Vol. 1 - Capítulo 1 - 6 Vol. 2 - Capítulo 7 - 12 Vol. 3 - Capítulos complementarios | Color                                                  | Vol. 1 ISBN 978-1-60886-538-3 Vol. 2 ISBN 978-1-60886-542-0 Vol. 3 ISBN 978-1-60886-653-3                            | Vol. 1 Vol. 2 Vol. 3 |
| 24 de junio de 2015                        | La Vida y La Obra de Rico McPato (Edición del artista)       | IDW Publishing      | Tapa dura 14 × 22 pulgadas 356 × 559 mm                         | 1                   | Vol. 1 - Capítulo 1 - 6 | Escaneos a color de la obra original en blanco y negro | Vol. 1 ISBN 978-1-63140-301-9                                                                                        | Vol. 1               |
| 9 de abril de 2019 - 29 de octubre de 2019 | La Vida y La Obra completas de Rico McPato                   | Fantagraphics Books | Tapa dura 8.5 × 11 pulgadas 216 × 279 mm                        | 2                   | Vol. 1 - Capítulo 1 - 12 Vol. 2 - Capítulos complementarios + Último trineo a Dawson (Last Sled to Dawson), El Sueño de Toda una Vida (The Dream of a Lifetime), De patos y monedas de diez centavos y destinos (Of La Vida y La Obra de Rico McPatoDucks and Dimes and Destinies), Una carta desde casa (A Letter From Home) | Color                                                  | Vol. 1 ISBN 978-1-68396-174-1 Vol. 2 ISBN 978-1-68396-253-3 Serie (Vol. 1+2) ISBN 978-1-68396-254-0\|\|Vol. 1 Vol. 2 |                      |
| 16 de noviembre de 2021                    | La Vida y La Obra completas de Rico McPato (Edición de lujo) | Fantagraphics Books | Tapa dura (con funda) 10.75 x 14.5 pulgadas 273 × 368 mm        | 1                   | Capítulo 1 - 12 + Capítulos complementarios + Último trineo a Dawson (Last Sled to Dawson), El Sueño de Toda una Vida (The Dream of a Lifetime), De patos y monedas de diez centavos y destinos (Of Ducks and Dimes and Destinies), Una carta desde casa (A Letter From Home)                                                 | Color                                                  | ISBN 978-1-68396-465-0                                                                                               |                      |